# 萩村
萩村（はぎむら）は、かつて愛知県宝飯郡に存在した村である。
1955年に合併で音羽町の一部となり、現在の豊川市の西部（萩町）、旧・音羽町の北東部に該当する。
山陰川（音羽川支流）沿いの山間部の村であった。

## 歴史
- 1876年（明治9年） - 上萩村と下萩村が合併し、萩村となる。
- 1884年（明治17年） - 赤坂村と共同で戸長役場を設置。
- 1889年（明治22年） - 戸長役場を廃止。
- 1955年（昭和30年）4月1日 - 赤坂町、長沢村、萩村が合併し、音羽町となる。

## 教育
- 萩村立萩小学校（現・豊川市立萩小学校）

## その他
- 赤坂町、萩村、長沢村の3町村は一部事務組合を設立しており、合併前から密接な関係にあった。